# Оффанья
Оффанья (італ. Offagna) — муніципалітет в Італії, у регіоні Марке,  провінція Анкона.
Оффанья розташована на відстані близько 200 км на північний схід від Рима, 12 км на південний захід від Анкони.
Населення — 1936 осіб (2014).
Щорічний фестиваль відбувається 20 травня. Покровитель — San Bernardino da Siena.

## Демографія
Населення за роками:

Станом на 1 січня 2023 року в муніципалітеті офіційно проживав 71 іноземець з 18 країн, серед них 21 громадянин країн Євросоюзу.

## Сусідні муніципалітети
- Анкона
- Озімо
- Польвериджі